# Grand Theft Auto VI
Grand Theft Auto VI je připravovaná videohra ve vývoji od společnosti Rockstar Games. Bude osmou hlavní hrou série Grand Theft Auto, navazující na Grand Theft Auto V (2013), a celkově šestnáctým dílem série.

## Vývoj
Vývoj započal po vydání Red Dead Redemption 2 v roce 2018. V únoru 2022 Rockstar oficiálně potvrdil, že je hra ve vývoji. Hlavní developerský tým a tvůrce této série Rockstar North sídlí v Edinburghu.
V září 2022 unikla na internet videa z nedokončených verzí, šlo o jeden z největších úniků v historii videoherního průmyslu. V této souvislosti City of London Police zatknula sedmnáctiletého Angličana s přezdívkou teapotuberhacker, posléze na něj byl vydán nemocniční příkaz na dobu neurčitou, protože představoval veřejné riziko, vyjádřil totiž úmysl pokračovat v páchání kybernetické kriminality.
V prosinci 2023 Rockstar zveřejnil oficiální trailer na YouTube, v němž jako datum vydání pro PlayStation 5 a Xbox Series X/S uvedl druhou polovinu roku 2025. V únoru 2024 Rockstar požádal své zaměstnance, aby od dubna přestali pracovat na dálku a vrátili se na plný úvazek do kanceláří, protože vývoj vstoupil do konečné fáze. Rozhodnutí bylo kritizované za to, že odporovalo slibu zachovat flexibilní pracovní podmínky. V květnu 2025 společnost oznámila definitivní datum vydání hry – 26. května 2026. Krátce po tomto oznámení byl vydán i druhý trailer.

## Zasazení a postavy
Grand Theft Auto VI je akční adventura odehrávající se v otevřeném světě fiktivního státu Leonida, jenž vychází z Floridy. Součástí státu je též město Vice City, fiktivní verze Miami. Vice City se už dříve objevilo ve hře Grand Theft Auto (1997) a bylo hlavním dějištěm dílů Grand Theft Auto: Vice City (2002) a Grand Theft Auto: Vice City Stories (2006). Příběh hry sleduje zločineckou dvojici: Lucii, první ženskou hrdinku série od roku 2000, a jejího partnera Jasona. V prvním traileru je možné vidět, že je Lucia nejprve ve vězení a poté mu se svým partnerem uniká.